# Chytonix submediana
Chytonix submediana är en fjärilsart som beskrevs av Embrik Strand 1921. Chytonix submediana ingår i släktet Chytonix och familjen nattflyn. Inga underarter finns listade i Catalogue of Life.